# Gil Kalai
Gil Kalai (1955) é um matemático israelense, professor da Universidade Hebraica de Jerusalém, e professor adjunto de matemática e ciência da computação da Universidade Yale.

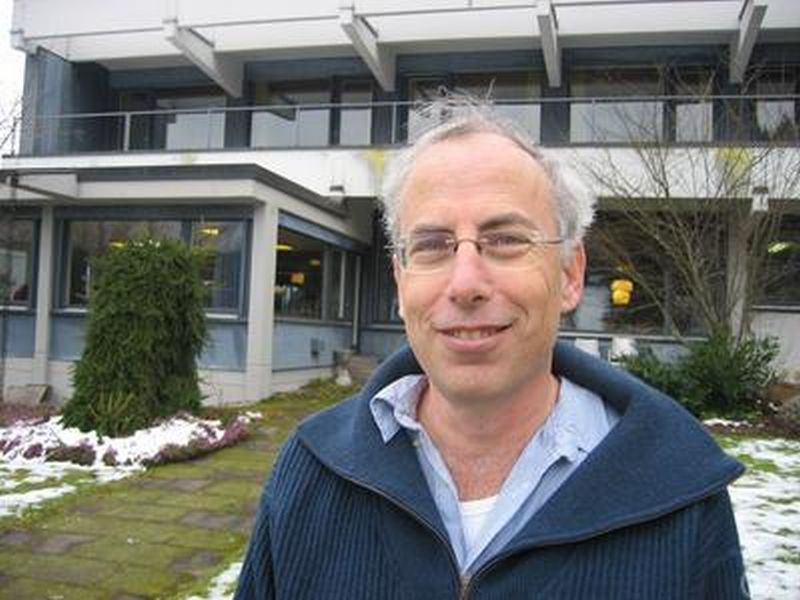
Gil Kalai, 2007